# Paul Johnson (ishockeyspelare)
Paul Herbert Johnson, född 18 maj 1935 i West St. Paul, Minnesota, död 17 juli 2016 i West St. Paul, Minnesota, var en amerikansk ishockeyspelare.
Han blev olympisk guldmedaljör i ishockey vid vinterspelen 1960 i Squaw Valley.